# Hadas Ben Aroya
Hadas Ben Aroya (Israel, 1988)  es una guionista, actriz y directora de cine israelí. Graduada en Cine por la Escuela Steve Tisch de Tel Aviv, en 2020 estrenó el filme All eyes off me.

## Filmografía
- Sex Doll (2013), su primer cortometraje, ganó el premio Gold Panda en el Festival de Sichuan.
- People That Are Not Me (2016), su primer largometraje, que también protagoniza, ganó el premio Talentos 2017 en el D'A Film Festival  así como el Astor de Oro en e la mejor película internacional a la 31a edición del Festival Internacional de Cine de Mar del Plata.[3][4]
- All Eyes off Me (2020).[5]